# Yunnan Copper
Yunnan Copper ist ein 1958 gegründetes chinesisches, staatliches Unternehmen mit Firmensitz in Kunming, Yunnan. Yunnan Copper wird von Liu Mingcai geleitet.
Das Unternehmen ist im Bergbau tätig. Vorrangig wird Kupfer gefördert. Knapp 50 Prozent am Unternehmen werden seit November 2007 vom chinesischen Unternehmen Aluminum Corporation of China gehalten.